# Degerholmen
Degerholmen is een Zweeds eiland in de Råneälven. Het eiland zorgt er samen met Längholmen voor dat de rivier in twee delen wordt gesplitst; een deel ten westen blijft de rivier; het deel ten oosten is een zijrivier naar het Rånträsket. Na het eiland Kullen stromen zij weer samen. Bij hoogwater is Degerholm een apart eiland; bij laagwater wordt het samengevoegd met Längholmen.
Storholmen · Storselaholmen · Storholmen · Sladaholmen · Hedholmen · Notholmen · Svedjeholmen · Tomasholmen · Niemiholm · Lillholmen · Färholmen · Sundbergholmen · Killingholmen · Holmen · Prästholmen · Börstholmen · Längholmen · Degerholmen · Kullen · Kaninholmen · Andholmen